# AutoNation
AutoNation, Inc. er en amerikansk bilforhandlerkæde med hovedkvarter i Fort Lauderdale, Florida. Virksomheden blev etableret af Wayne Huizenga i 1996, som begyndte med 12 lokaliteter. I dag er de tilstede på over 300 lokaliteter. De har 25.100 ansatte (2024) og omsætter for 25,8 mia. US $ (2024).
AutoNation er vækstet igennem opkøb af andre virksomheder, bl.a. har de opkøbt biludlejningsvirksomhederne National Car Rental, Spirit Rent-A-Car, Value Rent-A-Car, Snappy Car Rental med flere.